# Geiser (bron)

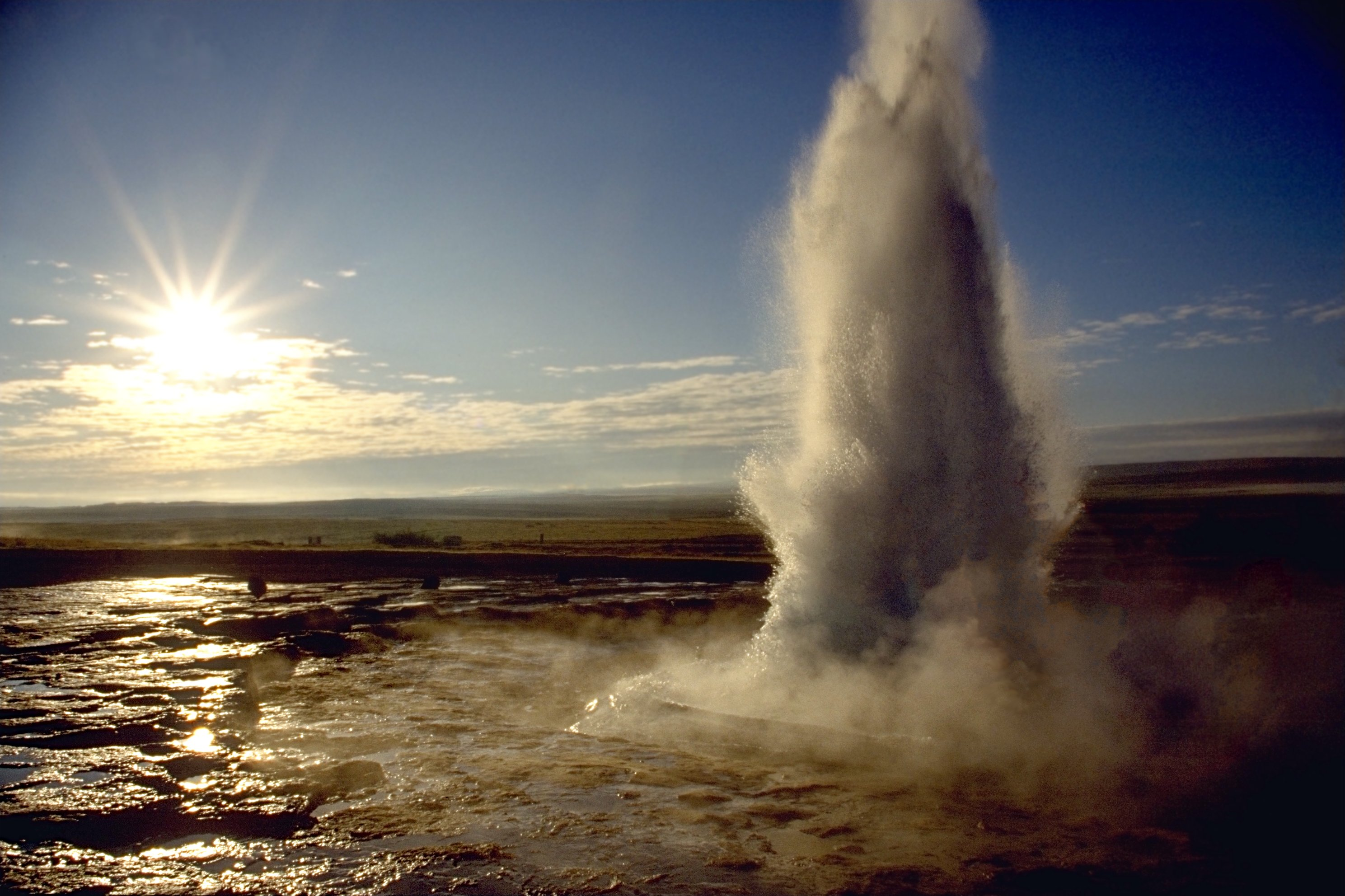
Strokkur, IJsland

Een geiser is een door aardwarmte verwarmde natuurlijke heetwaterbron, die op min of meer gezette tijden een mengsel van heet water en stoom de lucht in spuit. Het is een vulkanisch verschijnsel.
De naam geiser komt van Geysir, de naam van de bekendste geiser in IJsland, wat op zijn beurt afgeleid is van het werkwoord að gjósa dat uitbarsten (van een vulkaan of thermische bron) betekent.

## Voorkomen

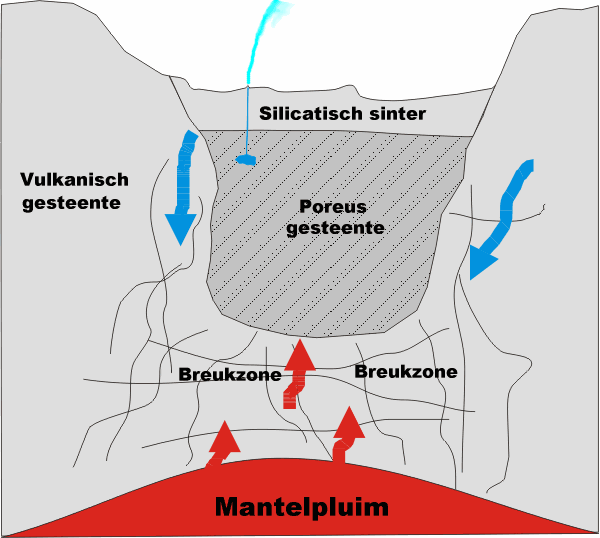
Schema van een geiser

Natuurlijke geisers zijn zeer zeldzaam. Ze danken hun bestaan aan een combinatie van geologie en klimaat die maar op een paar plekken op aarde voorkomt. Geisers zijn van drie factoren afhankelijk: een waterverzorging in de vorm van een waterhoudende grondlaag, een warmtebron (een mantelpluim) en minstens één reservoir met bijbehorend leidingsysteem (zie afbeelding).
Er zijn slechts zes grote geisergebieden op aarde:
1. Yellowstone National Park in de staat Wyoming van de Verenigde Staten
2. IJsland
3. Vulkanisch gebied Taupo op het Noordereiland van Nieuw-Zeeland
4. Kamtsjatka (Vallei van de Geisers en Kleine Vallei van de Geisers), Rusland
5. El Tatio, Chili
6. Umnak Island, Alaska

In de Amerikaanse staat Nevada waren nog twee andere geisergebieden, namelijk Beowawe en Steamboat Springs, maar deze werken niet meer sinds in de jaren tachtig in de nabijheid een geothermische krachtinstallatie werd gebouwd. Als gevolg hiervan nam de beschikbare warmte af en daalde het grondwaterpeil zodanig dat geiseractiviteit niet langer mogelijk was.
Geisers komen vaker individueel voor, onder andere in Papoea-Nieuw-Guinea (16 geisers), Nieuw-Brittannië (16), Peru (10), China (10), Mexico (9), Dominica, de Azoren, Kenia, Japan (4) en Bolivia (2). In de Verenigde Staten komen individuele geisers voor in Californië, Nevada, Oregon en Alaska. Deze vormen geen grotere clusters.
Het aantal geisers moet met enige voorzichtigheid betracht worden aangezien geisers snel inactief kunnen worden en inactieve geisers in zeldzame gevallen door bijvoorbeeld aardbevingen weer geactiveerd kunnen worden. Bij meerdere van de hierboven getelde geisers speelt bovendien ook het gevaar dat ze door gepland gebruik van geothermische energie zullen verdwijnen of inactief zullen worden.
Een verwant indrukwekkend verschijnsel is een blaasgat op de scheiding tussen de zee en het land, dat bestaat uit een holte die in de grond gevormd is aan het inlandse uiteinde van een grot. Wanneer golven de mond van de grot bereiken, worden ze omhoog getrechterd in de richting van het blaasgat, wat een spectaculair gespetter teweeg kan brengen, wanneer de afmetingen en de weerstoestand geschikt zijn. Een voorbeeld hiervan is Nakalele Point, op het noordelijkste punt van het eiland Maui in Hawaï.

## Yellowstone park

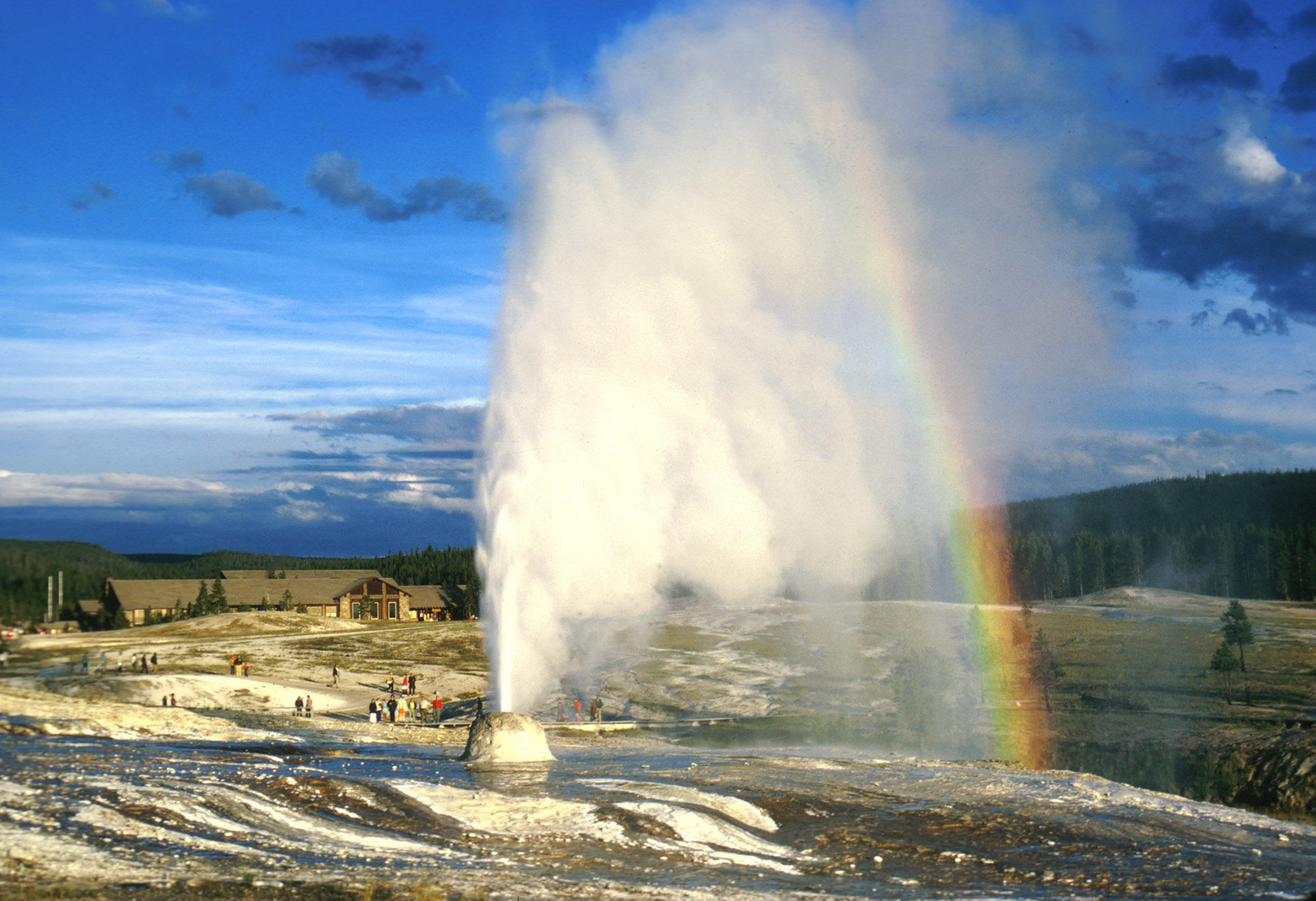
Beehive Geyser met regenboog in Yellowstone

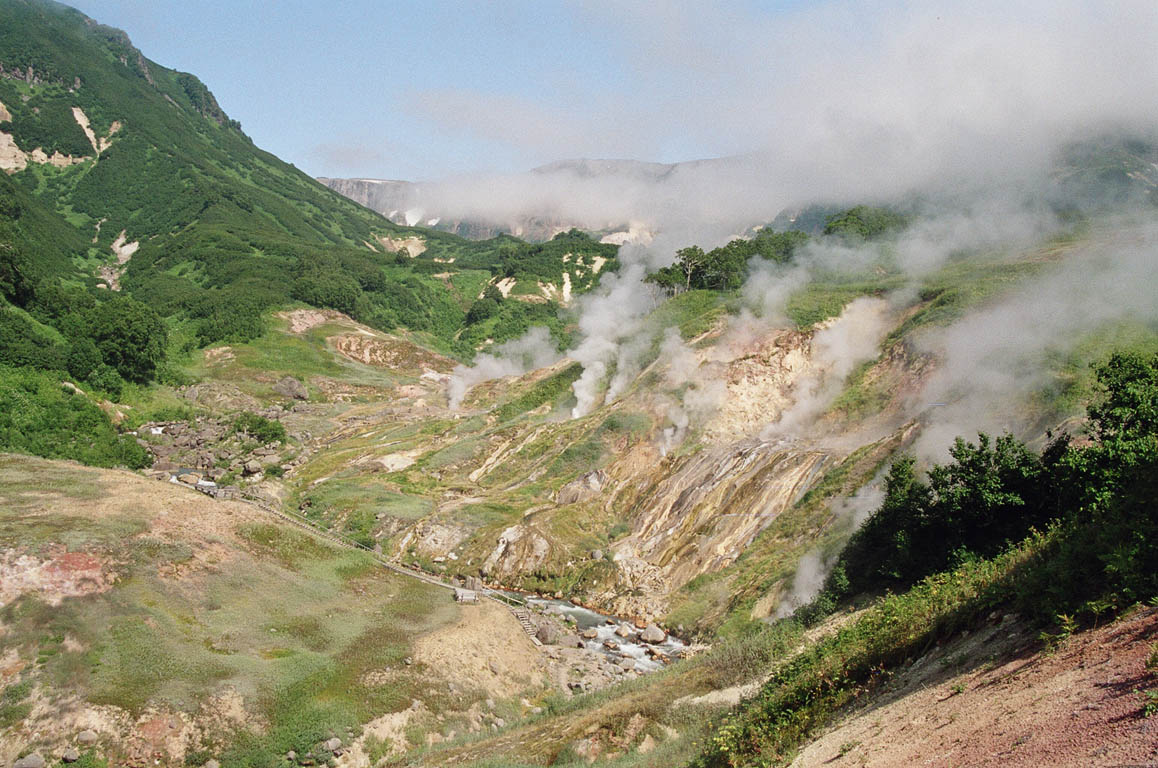
De Vallei van de Geisers op Kamtsjatka, die in 2007 gedeeltelijk werd verwoest door een aardverschuiving

Het Yellowstone National Park bevat verreweg het grootste en actiefste geiserveld ter wereld. In de negen bassins komen evenveel geisers voor (bijna 400) als in de rest van de wereld gezamenlijk.
Hier bevinden zich de grootste (Steamboat Geyser in Norris Geyser Bassin) en de beroemdste (Old Faithful in Upper Geyser Basin) geiser ter wereld.

## El Tatio
El Tatio of Los Géiseres del Tatio is een geiserveld in het Andesgebergte in het noorden van Chili, op 4.200 meter boven zeeniveau. El Tatio is het op twee na grootste geiserveld in de wereld, na het Nationaal park Yellowstone in de Verenigde Staten en de Vallei van de Geisers op het Russische schiereiland Kamtsjatka.

## Nieuw-Zeeland
Het merendeel van de Nieuw-Zeelandse geisers is vanaf 1886 verdwenen door menselijke of natuurlijke oorzaak. Het grootste nog bestaande veld is Whakarewarewa bij Rotorua.
Twee derde van de geisers bij Orakei Korako werd door water bedolven toen de dam voor Ohakuri waterkrachtcentrale werd gebouwd in 1961. Het Wairakei veld ging verloren door de aanleg van een geothermische installatie in 1958. Het veld Taupo Spa ging verloren toen de loop van de rivier Waikato in 1950 werd omgelegd. Het veld Rotomahana werd vernietigd door de uitbarsting van de vulkaan Mount Tarawera in 1886. De Waimangu Geiser, die bestond van 1900 tot 1904, was de grootst bekende geiser ooit. Kleine aantallen geisers bevinden zich elders binnen het Vulkanisch gebied Taupo (de Taupo Volcanic Zone) waaronder Ketetahi, Tokaanu en Waiotapu.

## Beschrijving
Er worden meerdere manieren gebruikt om geisers in te delen. Eén methode is uit te gaan van twee typen geisers:
1. Fonteingeisers barsten uit vanuit een waterpoel, meestal met een serie intense stralen;
2. Conusgeisers komen uit een opeenhoping (Engels: "cone") van modder of siliciumrijke afzetting (ook wel Geiseriet genoemd), meestal met een doorlopende straal die enkele seconden tot vele minuten kan duren.

De indeling van John Sargent Rinehart (1980) beschrijft zes geisertypen:
Model AEen onderaards reservoir is met een lang eruptiekanaal verbonden, dat bovengronds in een niet ondergedompelde kegel uitkomt. Dit model komt overeen met de conusgeiser. Eruptietype: Betrekkelijk regelmatig interval, lange erupties, grote straalhoogte, water- en dampstraal. Een typische vertegenwoordiger van dit type is Old Faithful in Yellowstone National Park.
Model BDeze geisers hebben een dieper en enger eruptiekanaal zonder een grote ondergrondse kamer. Grotendeels gelijke monding van het kanaal. Eruptietype: korte heftige erupties. Een typische vertegenwoordiger van dit model is de Round Geyser, wederom in Yellowstone National Park.
Model CLijkt op model A, maar geen hoog boven de waterspiegel uitmondende kegel als uitmonding van het eruptiekanaal, in plaats daarvan een straalpijp vlak onder het wateroppervlak van een vijver. Eruptietype zoals model A, maar geen ononderbroken waterstraal; in plaats daarvan een hoog spuitende waterplens.
Model DZoals model C, echter in het eruptiekanaal mondt een complexer systeem van meerdere zijkamers uit, die zich na elkaar legen. Eruptietype: Series van erupties met onregelmatige korte pauzes, groepen uitbarstingen, waterplenzen.
Model EHet eruptiekanaal loopt van een grote onderaardse kamer naar een vijver. Eruptietype: Lange enigszins regelmatige erupties, die niet erg heftig zijn, geringe spuithoogte, waterplenzen, geen waterstraal.
Model FDiep, lang eruptiekanaal dat in een vijver uitmondt. Eruptiegedrag zoals model E.
De activiteit van een geiser, net als van alle warme bronnen, is gebaseerd op oppervlaktewater dat langzaam in de grond sijpelt en dan opgewarmd wordt door hete rotsen die weer worden verwarmd door onderliggend magma. Het aldus opgewarmde water stijgt op door convectie door poreuze en gebroken rotsgrond.
Geisers verschillen van gewone warme bronnen door hun ondergrondse structuur: meestal bestaan ze uit een kleine buis aan de oppervlakte verbonden met een of meer nauwe buizen die leiden naar grote ondergrondse opslagreservoirs.
Terwijl de geiser zich vult met water koelt het bovenop liggende water af. Door de nauwte van het kanaal is convectiestroming echter onmogelijk. Het koudere water bovenop drukt op het hetere water onderop, ongeveer zoals een deksel op een hogedrukketel. Hierdoor raakt het water superverhit - dat wil zeggen het blijft vloeibaar bij temperaturen ver boven het kookpunt van water.
Uiteindelijk wordt de temperatuur onder in de geiser zo hoog dat het water, ondanks de druk, toch begint te koken. Bellen stoom stijgen op en zorgen ervoor dat bovenaan kleine hoeveelheden water uit de pijp worden geduwd. Hierdoor vermindert het gewicht van de waterkolom en daarmee ook de druk die deze uitoefent op het water daaronder. Dit is het begin van een kettingreactie die ervoor zorgt dat het grootste deel van het verhitte water met steeds toenemende kracht uit de geiser spuit.
Uiteindelijk loopt de druk terug en koelt het water weer af tot onder het kookpunt. Langzaam begint het grondwater weer binnen te dringen en de cyclus begint opnieuw.
Door het ingewikkelde samenspel van factoren is een geiser een zeldzaamheid. Er zijn veel plaatsen op aarde met hete bronnen, kokende modder en fumarolen (plaatsen waar gassen aan de oppervlakte komen) maar slechts weinig met geisers. Dit komt doordat op de meeste plaatsen de bodemstructuur zodanig is dat de waterkanalen snel eroderen en de geiser weer verdwijnt.
De meeste geisers ontstaan op plaatsen waar vulkanisch gesteente snel oplost in heet water en er speciale mineralen afgezet worden aan de binnenkant van de waterkanalen. Na verloop van tijd ontstaan hierdoor stevige kanalen die lang kunnen blijven bestaan.
Geisers zijn dus fragiele fenomenen en als de omstandigheden veranderen gaan ze "dood". Veel geisers zijn vernield doordat mensen er afval in gooiden of doordat men er geothermische krachtcentrales van maakte.
De (naamgevende) grote Geysir van IJsland kwam vanaf omstreeks het jaar 2000 niet meer regelmatig tot uitbarsting. Slechts door zeep in het water te mengen -waardoor de oppervlaktespanning van het water veranderde- kon een eruptie worden geforceerd. Na een aardbeving in IJsland in 2000 begon de geiser weer regelmatig te spuiten. Eerst ongeveer acht keer per dag maar tegenwoordig is dit teruggelopen tot drie keer per dag en de activiteit neemt nog steeds af.

## Valse geisers
Op enkele plaatsen met geothermische activiteit zijn gaten in de grond geboord die zijn voorzien van een ondoordringbare wand waardoor ze kunnen uitbarsten als echte geisers. Hoewel deze kunstmatige geisers geen echte geisers zijn kunnen ze toch zeer spectaculair zijn.
Een dergelijke kunstmatige geiser in Calistoga, Californië wordt wel de Old Faithful of California genoemd.
Het komt voor dat koudwaterbronnen uitbarsten als een natuurlijke geiser, vanwege het vrijkomen van opgelost koolstofdioxide in het water. Ook dit zijn geen echte geisers maar ze worden wel koudwatergeisers genoemd. De bekendste hiervan is Crystal Geyser bij Green River, Utah. In de Eifel zijn er ook koudwatergeisers zoals de Wallende Born, ook wel der Brubbel genoemd, in Wallenborn, en de koudwatergeiser in Andernach, met tot 60 meter hoogte.
Een zeer bijzonder geval is de zogenaamde doorlopende spuiter, waaruit dus doorlopend heet water spuit. Deze worden geisers genoemd, maar zijn dat niet omdat een voornaam kenmerk van een echte geiser toch de periodiciteit van de uitbarsting is.

## Geisers op Triton
Op Triton, een maan van de planeet Neptunus zijn pluimen van vloeistof, waarschijnlijk stikstof, waargenomen. Het is (nog) niet bekend wat de drijvende kracht achter deze geisers is, maar mogelijk speelt opwarming door de zon of magnetisme hierbij een rol.

## Lectuur (Engelstalig)
- Bryan, T. Scott (1995): The geysers of Yellowstone. Niwot, Colorado: University Press of Colorado. ISBN 0-87081-365-X
- Schreier, Carl (2003): Yellowstone's geysers, hot springs and fumaroles (Field guide) (2nd ed.). Homestead Pub. ISBN 0-943972-09-4
- John Sargent Rinehart: Geysers and Geothermal Energy. Springer Verlag, 1980, ISBN 0-387-90489-1